# انکار مرگ
انکار مرگ (انگلیسی: The Denial of Death)، کتابی است در سال ۱۹۷۳ توسط انسان‌شناسی فرهنگی، ارنست بکر که مفاهیم روان‌شناختی و فلسفی چگونگی واکنش مردم و فرهنگ‌ها به مفهوم مرگ را مورد بحث قرار می‌دهد. نویسنده استدلال می‌کند که بیشتر اقدامات انسان برای نادیده گرفتن یا اجتناب از اجتناب ناپذیر بودن مرگ انجام می‌شود.
در سال ۱۹۷۴، دو ماه پس از مرگ نویسنده، جایزه پولیتزر برای ادبیات غیرداستانی عمومی را دریافت کرد.

## فهرست مطالب
- پیشگفتار
- فصل اول: مقدمه: طبیعت انسانی و قهرمانی
- بخش اول: روان‌شناسی عمق قهرمانی
  - فصل دوم: وحشت مرگ
  - فصل سوم: بازسازی برخی از ایده‌های اساسی روانکاوی
  - فصل چهارم: شخصیت انسانی به عنوان یک دروغ حیاتی
  - فصل پنجم: روانکاو سورن کی‌یرکگور
  - فصل ششم: «مشکل شخصیت فروید، نوخ اینمال»
- بخش دوم: شکست‌های قهرمانی
  - فصل هفتم: طلسم توسط افراد - پیوند بی آزادی
  - فصل هشتم: اوتو رنک و پایان روانکاوی در مورد سورن کی‌یرکگور
  - فصل نهم: نتیجه کنونی روانکاوی
  - فصل دهم: نگاهی کلی از بیماری روانی
- بخش سوم: نگاه به گذشته و نتیجه‌گیری: معضلات قهرمانی
  - فصل یازدهم: روان‌شناسی و دین: فرد قهرمان چیست؟
- مراجع
- راهنما[۱]

توجه: با شروع چاپ ۱۹۹۷، نسخه‌های بعدی شامل پیش‌گفتار جدیدی از سام کین می‌شود.

## پس زمینه
«من نمی‌خواهم با کارم به جاودانگی برسم. من می‌خواهم با نَمُردَن به جاودانگی برسم. من نمی‌خواهم در قلب هموطنانم زندگی کنم. من می‌خواهم در آپارتمان خود زندگی کنم.» - وودی آلن
تز اصلی بکر در این کتاب این است که اساسی‌ترین مشکل بشر که در هسته اصلی او قرار دارد، ترس او از مرگ است. به عنوان تنها حیوانی که از مرگ اجتناب‌ناپذیر خود آگاه است، پروژه زندگی او انکار یا سرکوب این ترس است و از این رو نیاز او به نوعی قهرمانی است.
خود بکر ادعا کرد که: «در انکار مرگ من استدلال کردم که ترس ذاتی و فراگیر انسان از مرگ او را به تلاش برای فراتر رفتن از مرگ از طریق سیستم‌ها و نمادهای قهرمان استاندارد شده فرهنگی سوق می‌دهد.»
مقدمه «انکار مرگ» این است که تمدن بشری یک سازوکار دفاعی در برابر معرفت فانی ماست. به نوبه خود، شخصیت یک فرد اساساً حول فرایند انکار فناپذیری خود شکل می‌گیرد، که این انکار جزء ضروری عملکرد در جهان است، و این زره شخصیت، خودشناسی واقعی را می‌پوشاند و مبهم می‌سازد. بکر بعداً در کتاب خود «فرار از شر» (۱۹۷۵) تأکید کرد که بسیاری از شر در جهان نتیجه این نیاز به انکار مرگ است.
بکر استدلال می‌کند که دوگانگی اساسی در زندگی انسان بین دنیای فیزیکی اشیاء و زیست‌شناسی و جهان نمادین معنای انسانی وجود دارد؛ بنابراین، از آنجایی که بشریت دارای ماهیت دوگانه متشکل از یک خود فیزیکی و یک خود نمادین است، ما قادریم با تمرکز توجه خود به خود نمادین خود، یعنی بر اساس فرهنگی خود، از ذوالحدین فناپذیری فراتر برویم، که بکر آن را «قهرمانی» می‌نامد: «آفرینش معانی سرکش» که بیانگر «افسانه اهمیت زندگی انسان» در مقایسه با سایر حیوانات است. این با بی‌اهمیتی و پایان‌پذیری شخصی که مرگ در ذهن انسان نشان می‌دهد مقابله می‌کند.
چنین تمرکز نمادینی بر روی خود، به شکل پروژه «علت خویشتن» (causa sui) یک فرد است (که گاهی «پروژه جاودانگی» یا «پروژه قهرمانی» نامیده می‌شود). پروژه علت خویشتن یک فرد (به معنای واقعی کلمه، موجودی که خود را ایجاد می‌کند) به عنوان ظرف جاودانگی آنها عمل می‌کند، که به موجب آن مجموعه خاصی از معانی فرهنگی آفریده می‌شوند و از طریق آنها انسان اهمیتی فراتر از آنچه برای سایر حیوانات فانی دارند، به دست می‌آورند. این به فرد امکان می‌دهد حداقل بقایایی از آن معانی را تصور کند که فراتر از طول عمر او ادامه دارد؛ بنابراین از نفی خود کاملی که هنگام مرگ سایر موجودات زیستی در طبیعت مشاهده می‌کنیم، اجتناب می‌کنیم.
با عضویت در ساختارهای نمادین با اهمیت و ماندگاری بیشتر از بدن خود — فعالیت‌ها و باورهای فرهنگی — می‌توان حس میراث یا (در مورد دین) زندگی پس از مرگ را به دست آورد. به عبارت دیگر، با رعایت استانداردهای فرهنگی (یا به ویژه فراتر از آن)، مردم احساس می‌کنند که می‌توانند بخشی از چیزی ابدی شوند: چیزی که در مقایسه با بدن فیزیکی آنها هرگز نمی‌میرد. این احساس که زندگی آنها دارای معنا، هدف و اهمیت در طرح کلان چیزها است، یعنی اینکه آنها «مشارکت کنندگان قهرمان در زندگی جهانی» هستند و بنابراین مشارکت آنها فراتر از طول عمر بیولوژیکی آنها باقی می‌ماند همان چیزی است که به عنوان «پروژه جاودانگی» از آن یاد می‌شود.
«سیستم‌های قهرمان» سنتی بشریت، مانند دین، دیگر در عصر روشنگری قانع‌کننده نیستند. بکر استدلال می‌کند که از دست دادن دین بشریت را با منابع فقیر برای توهمات ضروری مواجه می‌کند. علم تلاش می‌کند تا به عنوان یک پروژه جاودانگی عمل کند، چیزی که بکر معتقد است هرگز نمی‌تواند انجام دهد زیرا قادر به ارائه معانی مطلوب و مطلق برای زندگی انسان نیست. این کتاب بیان می‌کند که ما به «توهمات» متقاعدکننده جدیدی نیاز داریم که به ما امکان می‌دهد به شیوه‌های قابل قبول احساس قهرمانی کنیم. اما بکر هیچ پاسخ قطعی ارائه نمی‌دهد، عمدتاً به این دلیل که معتقد است راه‌حل کاملی وجود ندارد. در عوض، او امیدوار است که درک تدریجی انگیزه‌های ذاتی بشر، یعنی مرگ، بتواند به ایجاد دنیایی بهتر کمک کند.
بکر استدلال می‌کند که تضاد بین پروژه‌های جاودانگی متناقض (به ویژه در دین) منبع اصلی خشونت و بدبختی در جهان است مانند جنگ، نسل‌کشی، نژادپرستی، ملی‌گرایی و به همین ترتیب، زیرا پروژه‌های جاودانگی که با یکدیگر در تضاد هستند، باورهای اصلی و احساس امنیت فرد را تهدید می‌کند.

### لذت‌گرایی
پروژه‌های جاودانگی یکی از راه‌هایی است که مردم اضطراب مرگ را مدیریت می‌کنند. با این حال، برخی از مردم برای فرار از اضطراب مرگ خود به فعالیت‌های لذت‌بخشی مانند مواد مخدر، الکل و سرگرمی‌ها می‌پردازند — اغلب برای جبران کمبود «قهرمانی» یا عزت نفس/حرمت نفس مبتنی بر فرهنگ — که منجر به عدم مشارکت در پروژه «جاودانگی» می‌شود. برخی دیگر سعی خواهند کرد تا با آرامش دادن خود با چیزهای پیش پاافتاده، یعنی تمرکز شدید بر موضوعات بی‌اهمیت و اغراق در اهمیت آنها، اغلب از طریق مشغله و فعالیت‌های نامعقول وحشت مرگ را مدیریت کنند. بکر رواج فعلی لذت‌گرایی را نتیجه سقوط جهان‌بینی‌های دینی مانند مسیحیت توصیف می‌کند که توانایی این را داشته است که بردگان، معلولان… ساده‌دلان و قدرتمندان را تحت سلطه بگیرد و به همه آنها اجازه دهد که چگونگی و طبیعت زندگی خود را در زمینه یک واقعیت معنوی و یک زندگی پس از مرگ بپذیرند.
در پایان، تنها راه‌حل عملی ممکن است کاری باشد که بیشتر مردم انجام می‌دهند (اما همه نمی‌توانند انجام دهند) و کی‌یرکگور آن را آرام‌سازی با «بی‌اهمیت شمردن» می‌نامد. «خود را با پیش پا افتاده‌های زندگی بی‌حس کن تا فراموش کنی. به مدرسه بروید، شغلی پیدا کنید، ازدواج کنید، وام مسکن بدهید، بچه‌ها را بزرگ کنید… از هر چیز کوچکی که فکرش را می‌کنید ناراحت باشید: ترفیع شغلی‌تان در محل کار، ماشینی که رانندگی می‌کنید، حفره‌های دندان‌هایتان، یافتن عشق، بی‌خوابی، شهریه کالج فرزندانتان، پنج پوند آخر آزاردهنده که برنامه رژیم غذایی شما را به چالش می‌کشد… طوری رفتار کنید که هر یک از اینها واقعاً اهمیت دارد.»

## برخی مفاهیم و ایده‌ها
بکر در سرتاسر کتاب بر اساس کارهای بسیاری از نویسندگان و متفکران استوار است. برخی از برجسته‌ترین آنها عبارتند از سورن کی‌یرکگارد، زیگموند فروید، نورمن او. براون، و مهم‌تر از همه، اوتو رنک. مفاهیم و ایده‌هایی که بکر در «انکار مرگ» با آنها کار می‌کند بسیار گسترده است. این ایده‌ها شامل، اما نه محدود به: بیماری روانی، افسردگی، اسکیزوفرنی، خلاقیت و روان رنجوری است.

### بیماری روانی
بکر قسمت دوم «انکار مرگ» را با «نگاهی کلی از بیماری روانی» به پایان می‌رساند (فصل ۱۰). در اینجا بکر یک خلاصه از مشاهدات ارائه می‌دهد که «بیماری روانی نشان‌دهنده سبک‌های غوطه‌ور شدن در انکار مخلوق بودن است.» که بخشی از پروژه‌های جاودانگی است. بیماری روانی – به‌ویژه افسردگی – زمانی به وجود می‌آید که این عدم ارتباط با پروژه‌های معنادار «مخلوق» و مرگ‌ومیر بودن ما را به ما یادآوری کند؛ و بنابراین «نشان‌دهندهٔ یک عیب کارکرد حیوان نمادین» است.

### افسردگی
در یک افراط، افرادی که افسردگی را تجربه می‌کنند، این احساس را دارند که پروژه جاودانگی آنها در حال شکست است. آنها یا شروع به فکر می‌کنند که پروژه جاودانگی نادرست است یا احساس می‌کنند نمی‌توانند با موفقیت در پروژه جاودانگی قهرمان شوند. در نتیجه، به‌طور مداوم مرگ و میر، بدن بیولوژیکی و احساس بی‌ارزشی خود را یادآوری می‌کنند.

### اسکیزوفرنی
از سوی دیگر، بکر اسکیزوفرنی را به عنوان حالتی توصیف می‌کند که در آن شخص چنان در پروژه جاودانگی شخصی خود وسواس پیدا می‌کند که ماهیت همه واقعیت‌های دیگر را به کلی انکار می‌کند. اسکیزوفرنی‌ها واقعیت درونی و ذهنی خود را ایجاد می‌کنند که در آن همه اهداف، حقایق و معانی را تعریف و کنترل می‌کنند. این آنها را به قهرمانان خالص تبدیل می‌کند و در واقعیتی ذهنی زندگی می‌کنند که برتر از واقعیت‌های فیزیکی و فرهنگی است.

### خلاقیت
مانند افراد اسکیزوفرنی، افراد خلاق و هنری هر دو واقعیت فیزیکی و پروژه‌های جاودانگی مورد تأیید فرهنگی را انکار می‌کنند و نیاز به خلق واقعیت خود را ابراز می‌کنند. تفاوت اصلی این است که افراد خلاق دارای استعدادهایی هستند که به آنها اجازه می‌دهد واقعیتی را ایجاد و بیان کنند که دیگران ممکن است قدردان آن باشند، نه اینکه صرفاً یک واقعیت درونی و ذهنی بسازند.

### روان‌رنجوری
در فصل نهم از «انکار مرگ»، بکر مفهوم روان‌نژندی/روان‌رنجوری را مورد بحث قرار می‌دهد که با مشاهده اتو رنک شروع می‌شود مبنی بر این‌که «روند عصبی تمام مشکلات زندگی انسان را خلاصه می‌کند». بکر در این مورد توضیح می‌دهد و بیان می‌کند که «روند عصبی سه جنبه وابسته به هم دارد»:
- ... «روان رنجوری به افرادی گفته می‌شود که در زندگی با حقیقت هستی مشکل دارند؛ از این نظر جهانی است، زیرا همه در زندگی با حقیقت زندگی مشکل دارند و مقداری باج حیاتی به آن حقیقت می‌پردازند.»
- … «روان‌رنجوری خصوصی است زیرا هر فردی واکنش سبک خاص خود را نسبت به زندگی شکل می‌دهد.»
- … «روان رنجوری نیز تا حد زیادی تاریخی است، زیرا تمام ایدئولوژی‌های سنتی که آن را پنهان کرده و جذب کرده‌اند، از بین رفته‌اند و ایدئولوژی‌های مدرن آنقدر ضعیف هستند که نمی‌توانند روان رنجوری را مهار کنند.»

بکر قبل از اینکه هر یک از این سه جنبه را مورد بحث قرار دهد و آنها را یکی یکی در فصل نهم مطرح کند، تکرار می‌کند: 
 «وقتی می‌گوییم روان‌نژندی نشان‌دهندهٔ حقیقت زندگی است، دوباره به این معناست که زندگی یک مشکل بزرگ برای یک حیوان عاری از غریزه [انسان] است. فرد باید از خود در برابر جهان محافظت کند، و او می‌تواند این کار را فقط مانند هر حیوان دیگری: با محدود کردن جهان، از بین بردن تجربه، توسعه یک زندگی. بی‌توجهی به وحشت‌های دنیا و نگرانی‌های خود انجام دهد، در غیر این صورت او برای انجام عمل فلج می‌شود.»

### در فرهنگ عامه
این کتاب همچنین تأثیر فرهنگی گسترده‌ای فراتر از حوزه‌های روان‌شناسی و فلسفه داشته است. این کتاب در فیلم «آنی هال» وودی آلن ظاهر شد، زمانی که شخصیت وسواس مرگ آلوی سینگر آن را برای دوست دخترش آنی خرید. اسپالدینگ گری در اثر خود «این یک شیب لغزنده» به آن اشاره کرده است. رئیس‌جمهور سابق ایالات متحده بیل کلینتون در زندگینامه خود در سال ۲۰۰۴ به نقل از «انکار مرگ» اشاره کرد. او همچنین آن را به عنوان یکی از ۲۱ عنوان در فهرست کتاب‌های مورد علاقه خود قرار داد. نمایشنامه‌نویس ایاد اختر در نمایشنامه برنده جایزه پولیتزر خود بی‌آبرو شد از آن یاد می‌کند. آلبوم پشت سر صندلی ماشین «نوجوانان انکار» از کتاب الهام گرفته است. و به آن در اشعار ارجاع می‌دهد.
این کتاب الهام‌بخش مارک منسن بود، در حالی که او در حال نوشتن کتاب پرفروش‌اش هنر رندانه به تخم گرفتن (۲۰۱۶): «از همان طرح اولیه» (منسون می‌گوید)، «می‌دانستم. آخرین فصل‌ها دربارهٔ مرگ است و بکر بخش بزرگی از آن خواهد بود.»